# 神田英輝
神田 英輝（かんだ ひでき）は、日本の化学工学者。名古屋大学大学院工学研究科助教。学位は京都大学博士（工学）。
主に液化ジメチルエーテルを用いた藻類からの油脂抽出の研究を得意とする。

## 経歴
- 1995年3月 京都大学工学部化学工学科 卒業
- 1997年3月 京都大学大学院工学研究科化学工学専攻 修士課程 修了
- 2000年3月 京都大学大学院工学研究科化学工学専攻 博士後期課程 修了

## 受賞
- 第22回独創性を拓く先端技術大賞 フジサンケイビジネスアイ賞 2008年
- 奨励賞 2009年 日本吸着学会
- 研究奨励賞 2008年 日本粉体工業技術協会